# 周润坚
周润坚（英語：Danny Chow Yun-Kin，1950—？），香港演员，成家班早期成员之一。

## 生平
香港演员，在1950年出生于香港，最初在张彻执导多部的电影里担任龙套角色。
之后在1976年，与成龙等人建立了成家班。不过在这之后却因为一些原因与成龙等人有了芥蒂。
和成龙、李小龙等人一样，出演的角色大部分都是武打角色。
其担任过动作指导等职位，后在拍完《西環浮屍》（1995年）息影。
之后在2017年，在成家班举行的四十周年庆典上，成龙承认其已经去世。

## 资料来源
1. ↑  徐亞湘, 高美瑜. . 臺北市文化局. 2014年.
2. ↑  梁健. . 星力有限公司. 1997年.
3. ↑  . Hong Kong International Film Festival Socie. 2006年.
4. ↑  香港電影資料館. . Provisional Urban Council. 1999年.

## 外部連結
- 周润坚在互联网电影资料库（IMDb）上的資料（英文）
- 周润坚在香港影庫上的簡介
- 周润坚在豆瓣上的资料（简体中文）